# Rudolf Maria Jozef Franciscus Liberatus van Grotenhuis
Jhr. Rudolf Maria Jozef Franciscus Liberatus van Grotenhuis (Gendringen, 19 december 1900 – Groesbeek, 9 maart 1991) was een Nederlands politicus.
Hij werd geboren als zoon van jhr. August Ernest Marie Bruno van Grotenhuis, destijds burgemeester van Gendringen, en Catharina Pieternella de Greeff. Hij ging naar het seminarie in Rolduc en heeft ook Indisch recht gestudeerd aan de Rijksuniversiteit Leiden. Daarna was hij werkzaam bij de gemeentesecretarie van Lichtenvoorde. Midden 1929 werd Van Grotenhuis de burgemeester van Angerlo. Zijn broer jhr. H.M.J.F.E. van Grotenhuis verdronk in 1920 na daar ruim een jaar burgemeester te zijn geweest. Zelf was hij twaalf jaar burgemeester van Angerlo. Daarnaast was hij ook nog enige tijd waarnemend burgemeester van Wehl. Van Grotenhuis was van 1941 tot zijn pensionering in januari 1966 de burgemeester van Groesbeek. Daar overleed hij in 1991 op 90-jarige leeftijd.